# Passion Pit
Passion Pit — американская электропоп-группа из Кембриджа (штат Массачусетс), образованная в 2007 году. В состав входят Майкл Ангелакос (ведущий вокал, клавишные), Иэн Халткуист (клавишные, гитара), Айяд Эл Адами (синтезатор, семплер), Джефф Апраззес (бас-гитара, басовый синтезатор) и Нейт Донмойер (ударные). Все участники коллектива, за исключением Ангелакоса, учились в музыкальном колледже Беркли в Бостоне.

## История
Первые песни Passion Pit, которые позже вошли в мини-альбом Chunk of Change, были записаны Ангелакосом в качестве запоздалого подарка для его тогдашней подруги на День святого Валентина. Сначала он сочинял и исполнял все свои композиции только с помощью ноутбука. После одного из его сольных концертов в Бостоне Иэн Халткуист, в то время учившийся в Беркли, обратился к Ангелакосу и выразил интерес к совместному созданию и исполнению музыки. Они сформировали группу, в которую также вошли Айяд Эл Адами, Том Пласс (бас-гитара) и Адам Лавински (ударные). Последних двух заменили соответственно Джефф Апраззес и Нейт Донмойер вскоре после того, как Passion Pit подписали контракт с лейблом Frenchkiss Records в 2008 году. Их дебютный мини-альбом Chunk of Change вышел 16 сентября того же года. Единственный сингл, выпущенный из ЕР, «Sleepyhead» добился широкого охвата аудитории благодаря использованию в многочисленных рекламных кампаниях, а клип на песню был включён в список 40 лучших видеоработ 2008 года на сайте Pitchfork. Релиз первого долгоиграющего студийного альбома группы под названием Manners состоялся весной 2009-го. Синглы с этого диска «The Reeling» и «Little Secrets» имели успех на американских рок-станциях и вошли в чарт Alternative Songs, публикуемый журналом Billboard. Passion Pit участвовали в фестивалях и выступали на разогреве у многих исполнителей, в том числе Death Cab for Cutie и Muse. В августе 2010 года они работали над вторым диском Gossamer, который был выпущен 24 июля 2012 года.
Журнал Rolling Stone назвал сингл «Take a Walk» одним из лучших хитов 2012 года, поставив на 3-е место в своём списке «50 Best Songs of 2012».
Песня «I‘ll be Alright стала одним из саундтреков игры «FIFA 13»
Песня «Sleepyhead» (Инструментальная версия) стала одним из саундтреков игры «Little Big Planet 2»

## Дискография

### Студийные альбомы
| Год  | Альбом                                                                                | Высшее место в хит-параде | Высшее место в хит-параде | Высшее место в хит-параде | Высшее место в хит-параде | Высшее место в хит-параде |
| Год  | Альбом                                                                                | US                        | AUS                       | BEL (Wa)                  | FRA                       | UK                        |
| ---- | ------------------------------------------------------------------------------------- | ------------------------- | ------------------------- | ------------------------- | ------------------------- | ------------------------- |
| 2009 | Manners - Дата выпуска: 19 мая 2009 - Лейбл: Frenchkiss Records - Формат: CD, LP, MP3 | 51                        | 19                        | 98                        | 123                       | 55                        |
| 2012 | Gossamer - Дата выпуска: 24 июля 2012 - Лейбл: Columbia - Формат: CD, LP, MP3         | 4                         | 12                        | —                         | —                         | 56                        |
| 2015 | Kindred - Дата выпуска: April 21, 2015 - Лейбл: Columbia - Формат: CD, LP, MP3        |                           |                           |                           |                           |                           |

### Мини-альбомы
- Chunk of Change (2008)

### Синглы
| Год  | Песня                       | Высшее место в хит-параде | Высшее место в хит-параде | Высшее место в хит-параде | Высшее место в хит-параде | Альбом   |
| Год  | Песня                       | US Heat.                  | US Alt.                   | AUS                       | UK                        | Альбом   |
| ---- | --------------------------- | ------------------------- | ------------------------- | ------------------------- | ------------------------- | -------- |
| 2008 | «Sleepyhead»                | 9                         | —                         | —                         | —                         | Manners  |
| 2009 | «The Reeling»               | —                         | 34                        | —                         | 99                        | Manners  |
| 2009 | «To Kingdom Come»           | —                         | —                         | —                         | —                         | Manners  |
| 2009 | «Little Secrets»            | —                         | 39                        | 48                        | —                         | Manners  |
| 2012 | «Take a Walk»               | 4                         | 5                         | —                         | —                         | Gossamer |
| 2012 | «Constant Conversations»    | —                         | —                         | —                         | —                         | Gossamer |
| 2013 | «Carried Away»              | —                         | 36                        | —                         | —                         | Gossamer |
| 2015 | «Until We Can't (Let's Go)» |                           |                           |                           |                           |          |

### Ремиксы
| 2009 - Готье «Learnalilgivinanlovin» - Marina and the Diamonds «I Am Not a Robot» - Phoenix «1901», «Love Like a Sunset» - Yeah Yeah Yeahs «Heads Will Roll» 2010 - ARMS «Heat & Hot Water» - Дэн Блэк «Symphonies» - Chairlift «Bruises» - Леди Гага при участии Бейонсе «Telephone» - OK Go «This Too Shall Pass» - Paper Route «Tiger Teeth» | - Кэти Перри при участии Снуп Догга «California Gurls» - Ra Ra Riot «Ghost Under Rocks» - Shout Out Louds «Fall Hard» - Tegan and Sara «Alligator» - The Ting Tings «Hands» - Tokyo Police Club «Wait Up (Boots of Danger)» - Max Tundra «Which Song» - Two Door Cinema Club «Undercover Martyn» 2011 - Beastie Boys «Make Some Noise» - Бруно Марс «Grenade» - Cold War Kids «Mine Is Yours» |